# William W. Cohen

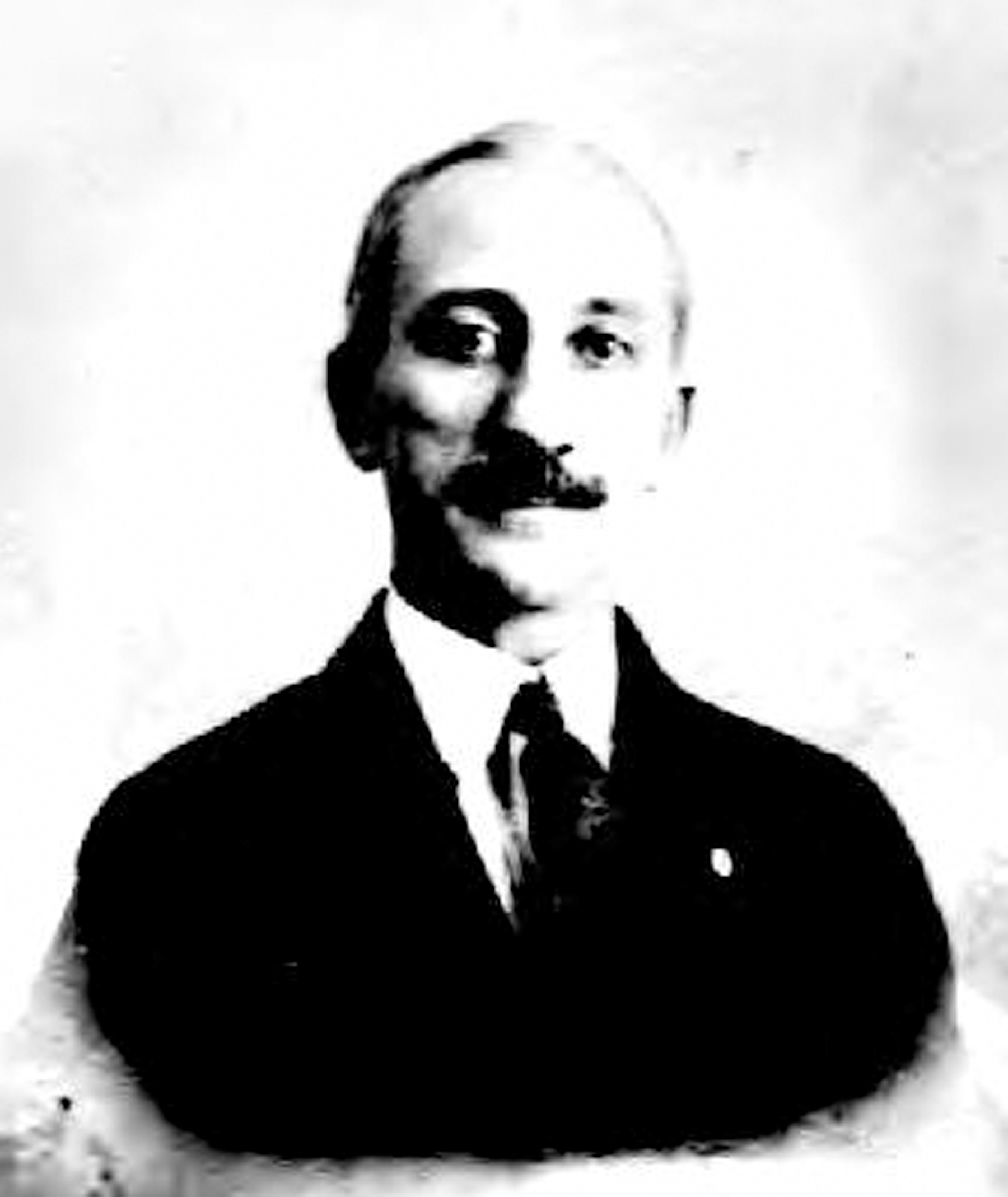
William W. Cohen, 1921

William Wolfe Cohen (* 6. September 1874 in Brooklyn, New York; † 12. Oktober 1940 in New York City) war ein US-amerikanischer Politiker. Zwischen 1927 und 1929 vertrat er den Bundesstaat New York im US-Repräsentantenhaus.

## Werdegang
William Wolfe Cohen wurde ungefähr neun Jahre nach dem Ende des Bürgerkrieges in der damals noch eigenständigen Stadt Brooklyn geboren. Er besuchte öffentliche Schulen. Dann ging er bis 1903 mit seinem Vater der Schuhherstellung nach, verfolgte danach Bank- und Maklergeschäfte. Er war stellvertretender Vorsitzender der Public Schools Athletic League und ehrenamtlicher Deputy Chief in der Feuerwehr von New York. Darüber hinaus gehörte er der New York Stock Exchange an und war Direktor der New York Cotton Exchange.
Politisch gehörte er der Demokratischen Partei an. Bei den Kongresswahlen des Jahres 1926 für den 70. Kongress wurde Cohen im 17. Wahlbezirk von New York in das US-Repräsentantenhaus in Washington, D.C. gewählt, wo er am 4. März 1927 die Nachfolge von Ogden L. Mills antrat. Da er auf eine erneute Kandidatur im Jahr 1928 verzichtete, schied er nach dem 3. März 1929 aus dem Kongress aus.
Nach seiner Kongresszeit ging er in New York City wieder seinen früheren Geschäften nach. Am 12. Oktober 1940 verstarb er dort und wurde dann auf dem Mount Neboh Cemetery in Brooklyn beigesetzt.